# Chipre en los Juegos Olímpicos de Lillehammer 1994
Chipre estuvo representado en los Juegos Olímpicos de Lillehammer 1994 por una deportista que compitió en esquí alpino.  
La portadora de la bandera en la ceremonia de apertura fue la esquiadora Karolina Fotiadu. El equipo olímpico chipriota no obtuvo ninguna medalla en estos Juegos.